# Pepe Luís Martín
José Luís Martín González, más conocido como Pepe Luis Martín, (Mälaga, 11 de enero de 1970) es un torero rondeño.

## Trayectoria
Nació en el antiguo sanatorio Gálvez de la capital malagueña el 11 de enero de 1970. Con año y medio de edad –viviendo en la barriada de El palo–, se trasladó a El Burgo, donde pasó su infancia y sintió atracción desde muy pequeñito por el mundo taurino. Años más tarde se trasladó a Ronda, donde se asienta su familia. Ronda le reconoce como torero rondeño.
Su debut con Picador picadores tuvo lugar en la plaza bicentenaria de su pueblo adoptivo, la Real Maestranza de Caballería de Ronda, el 12 de abril de 1987. Su debut en Francia tuvo lugar en Roquefort con Rafael de la Viña y Raúl Zorita con novillos de Bernardino Jiménez Indarte. Su presentación en la plaza de toros de las Ventas de Madrid ocurría el 12 de abril de 1988. Este año encabezó el escalafón de novilleros al finalizar la temporada. El 12 de octubre lidió como único espada seis novillos-toros de la ganadería de María Luisa Domínguez Pérez de Vargas (Pedrajas) con un gran triunfo en la plaza de toros de la Real Maestranza de Caballería de Ronda. El 9 de marzo de 1991 en Las ventas de Madrid en la Corrida de toros de los Pepe-Luises con Pepe Luís Vargas, Pepe Luís Bote y él mismo, cortó una oreja de peso a un toro de la ganadería de Diego Garrido muy encastado, que había derribado estrepitosamente al picador de turno. 
Tuvo un gran triunfo en la tradicional Corrida goyesca de Ronda en el año 1992 alternando con Paco Ojeda y Juan Antonio Ruiz Espartaco con reses de Herederos de Carlos Núñez, realizando su mejor faena de la temporada. Sufrió un grave percance en la Plaza de toros de Vista Alegre (Bilbao) toreando toros portugueses de la ganadería de Palha, afectándole seriamente la arteria femoral. Sus dos últimas corridas las toreó en la plaza de toros de Benalmádena en la temporada de 1995 de la mano del apoderado sevillano Andrés Luque Gago.
Es asesor artístico de la plaza de toros de la Malagueta y esto le ha permitido seguir en contacto con el mundo del Toro de lidia toro.
El domingo 24 de octubre de 2013 en la plaza de toros de Mijas, se vistió de corto para lidiar un novillo de Cebada Gago en un festival, al que le cortó dos orejas.

## Alternativa
Plaza de toros de La Malagueta, 15 de agosto de 1989. Toro: Mosqueado negro zaino, de la ganadería de Diego Puerta. Se lo brindó a su padre Bernardo Martín. Vistió traje de luces en tono caña y oro con cabos negros. El padrino de la alternativa fue Curro Romero de Camas (Sevilla) y como testigo actuó Rafael de Paula de Jerez de la Frontera.(Cádiz)

## Confirmación
Plaza de Toros de Las Ventas, Madrid, 9 de junio de 1990, con José Antonio Campuzano como padrino y testificándolo Emilio Oliva con el toro Curioso  n.º 20, negro bragao y salpicao de la ganadería de Dolores Aguirre Ibarra.
- Datos: Q16618040